# Julius August Lauterbach
Julius August Lauterbach (* 1800 in Liegnitz, Niederschlesien; † 13. Juni 1858 in Tilsit) war ein deutscher Verwaltungsbeamter und Parlamentarier.

## Leben
Julius August Lauterbach studierte an der Universität Leipzig Rechtswissenschaft. Am 2. Juni 1822 wurde er im Corps Lusatia Leipzig recipiert. Nach dem Studium trat er in den preußischen Staatsdienst ein. Von 1841 bis 1846 war er Landrat des Kreises Strasburg in Westpreußen und 1846–1848 Polizeipräsident in Königsberg i. Pr. Er war 1851/52 kommissarischer Landrat des Kreises Lyck und wurde 1852 endgültig zum Landrat des Kreises Tilsit ernannt. 1855–1858 saß Lauterbach als Abgeordneter des Wahlkreises Gumbinnen 1 im Preußischen Abgeordnetenhaus. Er gehörte keiner Fraktion an. Das Landratsamt hatte er bis zu seinem Tod inne.